# Rachoviscus
Rachoviscus är ett släkte av fiskar. Rachoviscus ingår i familjen Characidae.
Kladogram enligt Catalogue of Life:
| Rachoviscus | \| \| Rachoviscus crassiceps \| \| \| \| \| \| Rachoviscus graciliceps \| \| \| \| |
|             | \| \| Rachoviscus crassiceps \| \| \| \| \| \| Rachoviscus graciliceps \| \| \| \| |
|             | Rachoviscus crassiceps                                                             |
|             |                                                                                    |
|             | Rachoviscus graciliceps                                                            |
|             |                                                                                    |